# Archivio audiovisivo di Capriasca e Val Colla
L'Archivio audiovisivo di Capriasca e Val Colla, nato nel 2007, raccoglie, salvaguarda e riconsegna le immagini e le testimonianze orali che costituiscono la memoria collettiva della regione presa in esame.
Il patrimonio audiovisivo raccolto proviene in gran parte da privati.
Il lavoro consiste in due fasi per quanto riguarda le immagini: da una parte la ricerca, la raccolta e la scansione di queste immagini (con relativo accordo stipulato con i donatori che cedono il diritto di riproduzione e salvataggio nella banca dati), dall'altra la catalogazione di queste immagini anche al fine di poterle ricercare facilmente; questo lavoro è svolto secondo criteri dettati da Memoriav e dalla Fonoteca nazionale svizzera.
Per quanto riguarda i documenti orali, interviste a carattere storico-etnografico, si procede anche in questo caso secondo parametri tecnici dettati da Memoriav e alla loro catalogazione nella banca dati della Fonoteca.
Nel 2015 è entrato a far parte della rete dei musei regionali del Canton Ticino.

## Documenti raccolti
L'ACVC ha catalogato circa 6 000 fotografie e 150 ore di registrazioni di interviste agli anziani informatori della zona, tra Capriasca e Val Colla.
Per quanto riguarda le immagini, si tratta spesso di collezioni importanti di fotografie, di carattere privato ma anche pubblico (fotografie di avvenimenti, di feste, di luoghi e paesaggi, di inaugurazioni, di mestieri, relative a pratiche religiose).
Nell'Archivio sono presenti alcuni fondi di fotografi o artisti, quali:
- il fondo di fotografie dello scultore Mario Bernasconi e della moglie Irma Pannes, vissuti a Sala Capriasca dal 1929 al 1933;
- il fondo Domenico Quirici di Bidogno, comprendente circa 150 fotografie scattate tra il 1880 e il 1905 circa;
- il fondo fotografico appartenente al Convento del Bigorio, del quale sono state selezionate circa 400 immagini;
- il fondo Luigi Rossi, importante per il rapporto tra fotografia e pittura, indagato dal grande pittore dell'Ottocento, costituito da oltre 200 immagini;
- una sessantina di fotografie scattate dal compositore svizzero Ernest Bloch durante il suo soggiorno a Roveredo, nei primi anni trenta del Novecento.

## La sede
La sede dell'ACVC è nell'ex casa comunale di Roveredo.